# Alvin Martin
Alvin Martin (Bootle, 29 luglio 1958) è un ex calciatore inglese.
Ha trascorso quasi totalmente la sua carriera nel West Ham United. È stato l'unico calciatore nella storia del campionato inglese a segnare una tripletta contro tre portieri diversi, in occasione di West Ham Utd - Newcastle Utd del 21 aprile 1986 terminata sul risultato di 8-1.

## Palmarès

### Competizioni nazionali
- Coppa d'Inghilterra: 1

West Ham: 1979-1980
- Campionato inglese di seconda divisione: 1

West Ham: 1980-1981